# 返金
返金，也称泛金或返铜，指出土青铜器表面呈现金色的现象。返金看上去与鎏金接近，但二者并不相同。 通常，泛金多出现在铸造完成不久未经使用就埋入土中的青铜器上，且主要在安阳商代地层中出现。